# Gustaf Rydberg
För andra betydelser, se Gustaf Rydberg (olika betydelser).
Gustaf Rydberg, född den 13 september 1835 i Malmö, död den 11 oktober 1933, var en svensk landskapsmålare.

## Biografi
Gustaf Rydberg blev inackorderad elev till den danske landskapsmålaren Frederik Christian Kiærskou när han låg vid konstakademien i Köpenhamn mellan 1852 och 1855. Han fortsatte vid konstakademien i Stockholm 1857 och for som många andra svenskar till Düsseldorf 1859. Där vistades han i fem år under handledning av Hans Fredrik Gude. 
Varje sommar besökte han Skåne, vars landskap var en stor influens på hans konstnärskap. Efter hemkomsten från Düsseldorf blev Rydberg agré vid konstakademin 1866, där han hade sin första utställning samma år. Han betraktades då av flera kritiker som en av Sveriges mest lovande yngre målare. År 1868 följde han Karl XV till Norge och gjorde året därpå ytterligare en studieresa dit på kungens bekostnad. År 1871 blev han ledamot av konstakademin. År 1873 företog han en ny färd till Düsseldorf, där han vistades ungefär ett år. År 1875 besökte han Paris, Belgien och Holland. Därefter var han bofast mestadels i Stockholm, sedan i Västerås och slutligen flyttade han permanent till Skåne 1897. I samband med Rydbergs 85-årsdag 1920 anordnade konstakademin i Stockholm en stor jubileumsutställning där inte mindre än 260 verk ställdes ut.
Rydbergs tidiga verk var romantiska i Düsseldorfskolans maner, men runt 1870 kom han att bli en av Sveriges första plein-air-målare. Rydberg målade framför allt Skånes natur. Hans små landskap har en lokal karaktär över Skånes lågland. Han valde gärna måleriska motiv med bondgårdar och gamla kvarnar, men lika ofta enkla utsikter över slätt och sjö. Detaljstudiet är mycket noggrant där hans landskap både kan ta an en ton av realism samtidigt som penselföringen är säker och landskapen har en lyrisk kvalité. Rydberg kom att stanna i detta relativt snäva motivval, och var oberörd av de nya stilistiska strömmarna av nationalromantik som rådde vid sekelskiftet 1900. Det har gjorts försök att koppla Rydbergs mogna stil till verk av Camille Corot och de franska plein-air-målarna, men den kopplingen ska ses som indirekt då den skett genom den samtida landskapsmålaren Alfred Wahlberg.     
Gustaf Rydberg finns representerad på  Göteborgs konstmuseum, Norrköpings konstmuseum, Malmö museum och på Nationalmuseum. Han är begravd på Gamla kyrkogården i Malmö.

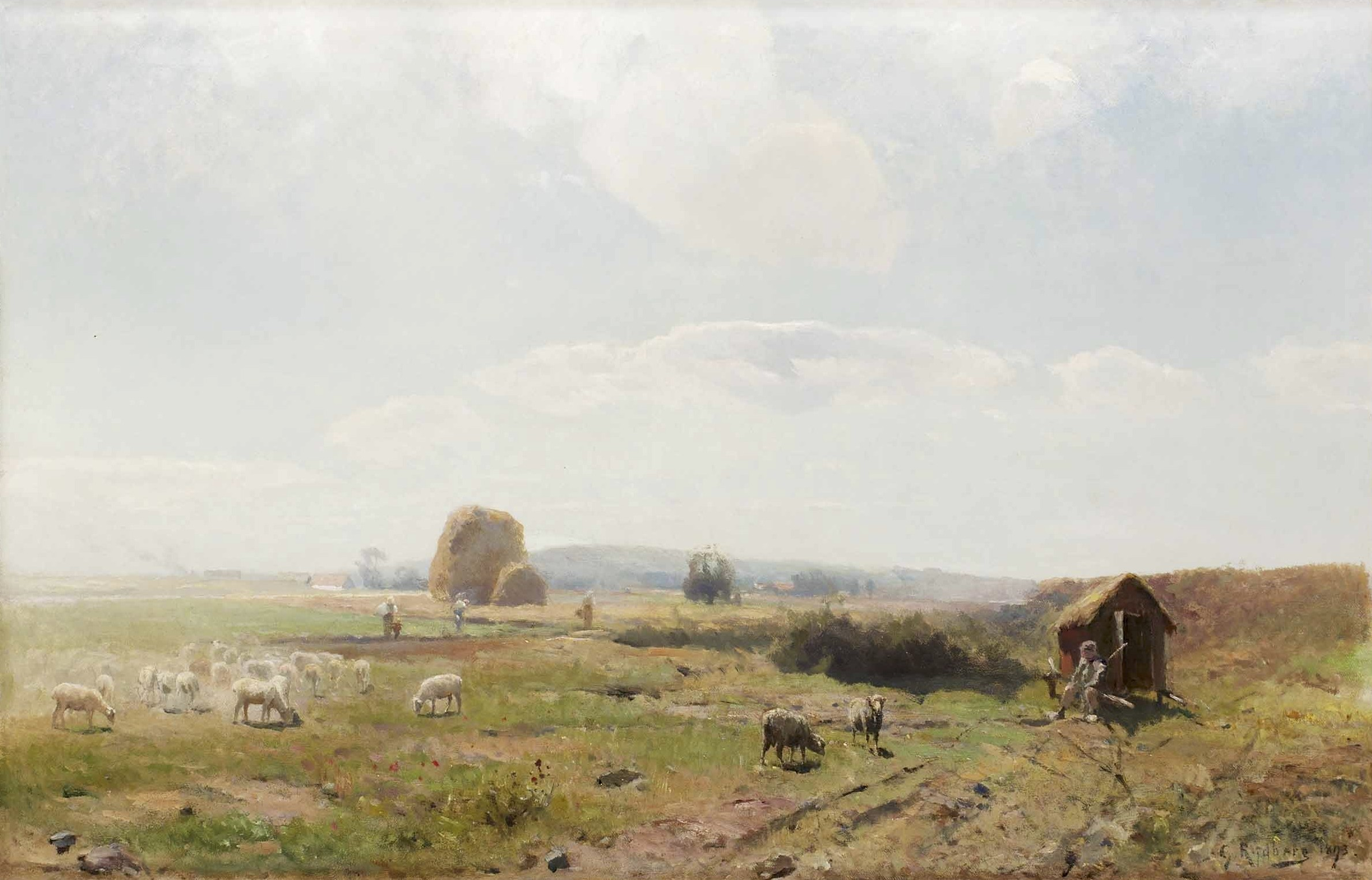
"Från Ramlösa med Helsingborg i bakgrunden"
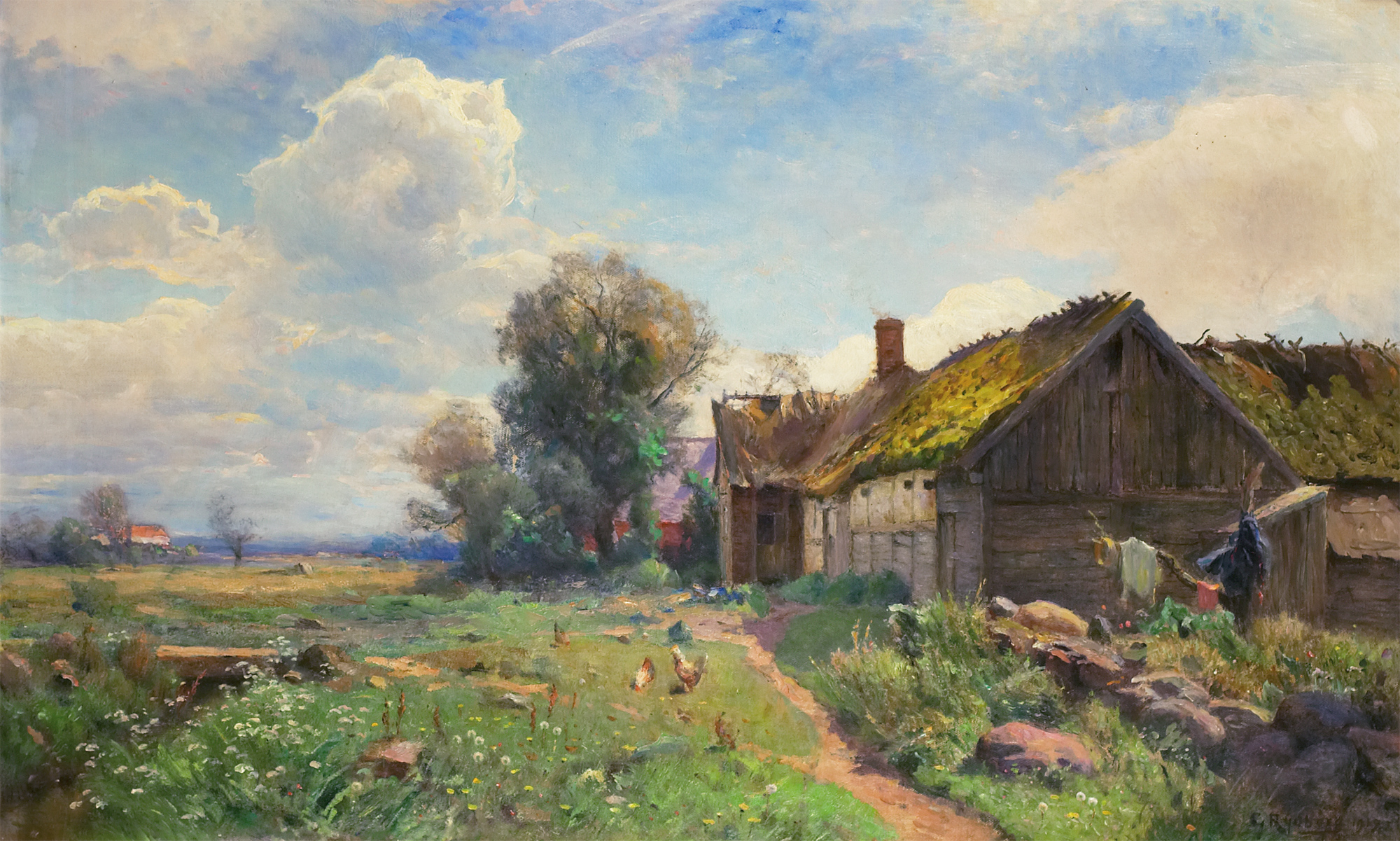
Billingestugan (1919)
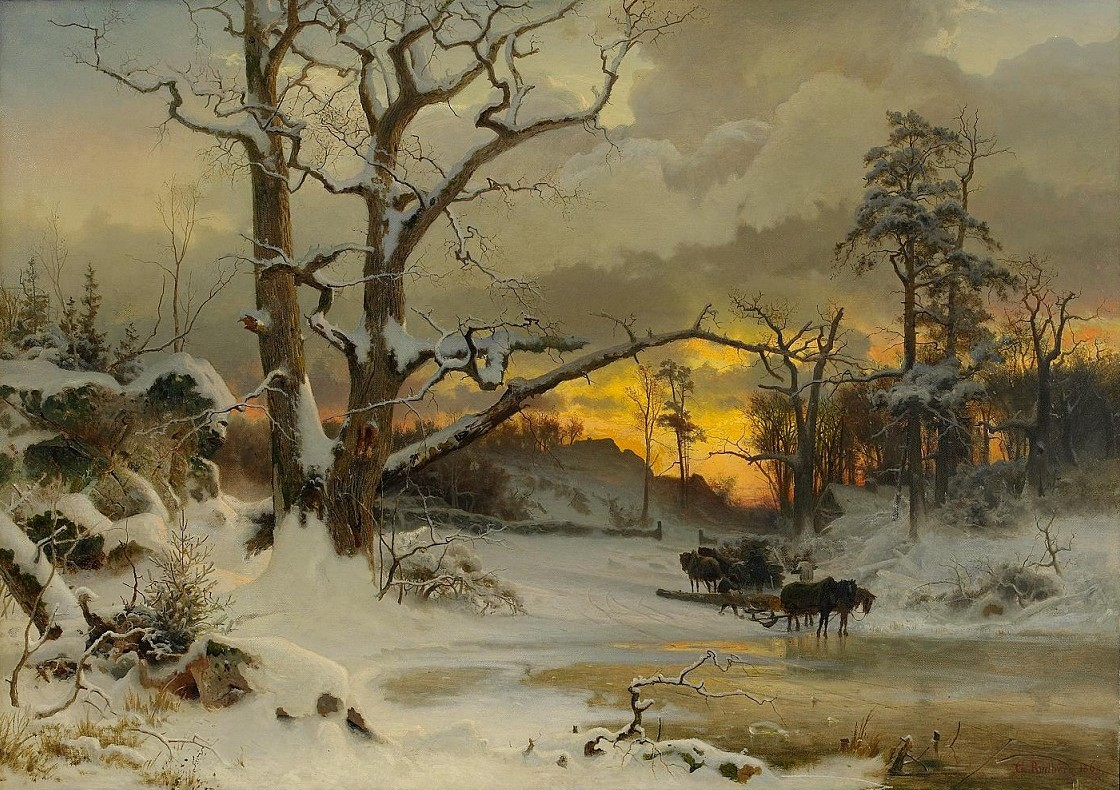
"Vinterlandskap med hästfora" (1868)